# Short track ai IX Giochi asiatici invernali - 1000 metri femminile
La specialità dei 1000 metri femminili di short track degli IX Giochi asiatici invernali si è svolta dal 7 al 9 febbraio 2025 allo Heilongjiang Multifunctional Hall di Harbin, in Cina.

## Risultati
Legenda
- PEN — Penalità
- q — Qualifificato per il tempo

### Batterie
| Rank | Batteria | Atleta                   | Nazione       | Tempo    | Note |
| ---- | -------- | ------------------------ | ------------- | -------- | ---- |
| 1    | 1        | Zhang Chutong            | Cina          | 1:40.674 | Q    |
| 2    | 1        | Olga Tikhonova           | Kazakistan    | 1:40.731 | Q    |
| 3    | 1        | Miyu Miyashita           | Giappone      | 1:41.331 | Q    |
| 4    | 1        | Chang Wan-ting           | Taipei cinese | 1:42.917 |      |
| 1    | 2        | Shim Suk-hee             | Corea del Sud | 1:35.014 | Q    |
| 2    | 2        | Yang Jingru              | Cina          | 1:35.107 | Q    |
| 3    | 2        | Rina Shimada             | Giappone      | 1:35.423 | Q    |
| 4    | 2        | Alina Azhgaliyeva        | Kazakistan    | 1:35.431 | q    |
| 5    | 2        | Chung Hsiao-ying         | Taipei cinese | 1:38.777 |      |
| 1    | 3        | Kim Gil-li               | Corea del Sud | 1:37.829 | Q    |
| 2    | 3        | Thanutchaya Chatthaisong | Thailandia    | 1:38.799 | Q    |
| 3    | 3        | Battulgyn Gereltuyaa     | Mongolia      | 1:41.324 | Q    |
| 4    | 3        | Varsha Puranik           | India         | 1:49.271 |      |
| 5    | 3        | Ashley Chin              | Malaysia      | 1:50.403 |      |
| 1    | 4        | Choi Min-jeong           | Corea del Sud | 1:31.643 | Q    |
| 2    | 4        | Lam Ching Yan            | Hong Kong     | 1:31.786 | Q    |
| 3    | 4        | Alyssa Pok               | Singapore     | 1:35.822 | Q    |
| 4    | 4        | Punpreeda Prempreecha    | Thailandia    | 1:39.922 |      |
| 5    | 4        | Dashiel Concessao        | India         | 1:51.620 |      |
| 1    | 5        | Gong Li                  | Cina          | 1:34.991 | Q    |
| 2    | 5        | Malika Yermek            | Kazakistan    | 1:35.228 | Q    |
| 3    | 5        | Kurumi Shimane           | Giappone      | 1:35.345 | Q    |
| 4    | 5        | Amelia Chua              | Singapore     | 1:47.099 |      |
| 5    | 5        | Swarali Deo              | India         | 1:54.962 |      |

### Quarti di finale
| Rank | Batteria | Atleta                   | Nazione       | Tempo    | Note |
| ---- | -------- | ------------------------ | ------------- | -------- | ---- |
| 1    | 1        | Choi Min-jeong           | Corea del Sud | 1:31.214 | Q    |
| 2    | 1        | Alina Azhgaliyeva        | Kazakistan    | 1:32.235 | Q    |
| 3    | 1        | Malika Yermek            | Kazakistan    | 1:32.306 | q    |
| 4    | 1        | Thanutchaya Chatthaisong | Thailandia    | 1:32.588 |      |
| 1    | 2        | Gong Li                  | Cina          | 1:32.671 | Q    |
| 2    | 2        | Yang Jingru              | Cina          | 1:32.769 | Q    |
| 3    | 2        | Olga Tikhonova           | Kazakistan    | 1:32.943 |      |
| 4    | 2        | Miyu Miyashita           | Giappone      | 1:33.460 |      |
| 1    | 3        | Shim Suk-hee             | Corea del Sud | 1:34.926 | Q    |
| 2    | 3        | Kurumi Shimane           | Giappone      | 1:35.015 | Q    |
| 3    | 3        | Lam Ching Yan            | Hong Kong     | 1:35.088 |      |
| 4    | 3        | Battulgyn Gereltuyaa     | Mongolia      | 1:40.249 |      |
| 1    | 4        | Zhang Chutong            | Cina          | 1:31.341 | Q    |
| 2    | 4        | Alyssa Pok               | Singapore     | 1:34.335 | Q    |
| 3    | 4        | Rina Shimada             | Giappone      | 1:57.083 |      |
| 4    | 4        | Kim Gil-li               | Corea del Sud | 2:09.121 | ADV  |

### Semifinale
| Rank | Batteria | Atleta            | Nazione       | Tempo    | Note   |
| ---- | -------- | ----------------- | ------------- | -------- | ------ |
| 1    | 1        | Choi Min-jeong    | Corea del Sud | 1:29.835 | QA, GR |
| 2    | 1        | Shim Suk-hee      | Corea del Sud | 1:30.017 | QA     |
| 3    | 1        | Alina Azhgaliyeva | Kazakistan    | 1:30.152 | QB     |
| 4    | 1        | Malika Yermek     | Kazakistan    | 1:33.771 | ADVA   |
| -    | 1        | Yang Jingru       | Cina          | PEN      |        |
| 1    | 2        | Kim Gil-li        | Corea del Sud | 1:31.194 | QA     |
| 2    | 2        | Zhang Chutong     | Cina          | 1:31.357 | QA     |
| 3    | 2        | Kurumi Shimane    | Giappone      | 1:31.718 | QB     |
| 4    | 2        | Alyssa Pok        | Singapore     | 1:35.131 | QB     |
| 5    | 2        | Gong Li           | Cina          | 2:15.047 | QB     |

### Finali

#### Finale B
| Class | Atleta            | Nazione    | Tempo    | Note |
| ----- | ----------------- | ---------- | -------- | ---- |
| 6     | Gong Li           | Cina       | 1:36.756 |      |
| 7     | Alina Azhgaliyeva | Kazakistan | 1:36.884 |      |
| 8     | Kurumi Shimane    | Giappone   | 1:36.951 |      |
| 9     | Alyssa Pok        | Singapore  | 1:37.889 |      |

#### Finale A
| Class | Atleta         | Nazione       | Tempo    | Note |
| ----- | -------------- | ------------- | -------- | ---- |
| 1     | Choi Min-jeong | Corea del Sud | 1:29.637 | GR   |
| 2     | Kim Gil-li     | Corea del Sud | 1:29.739 |      |
| 3     | Zhang Chutong  | Cina          | 1:29.836 |      |
| 4     | Shim Suk-hee   | Corea del Sud | 1:29.994 |      |
| 5     | Malika Yermek  | Kazakistan    | 1:30.167 |      |